# Takarabe Takeshi

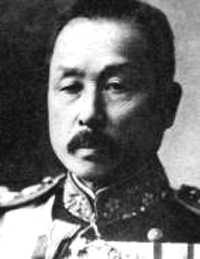
Takarabe Takeshi

Takarabe Takeshi (japanisch 財部 彪; * 7. April 1867 im heutigen Miyakonojō; † 13. Januar 1949) war ein japanischer Admiral der Kaiserlichen Marine, der unter anderem von Mai 1923 bis Januar 1924, Juni 1924 bis April 1927 sowie Juli 1929 bis Oktober 1930 Marineminister war.

## Leben

### Militärische Ausbildung und Seeoffizier
Takarabe Takeshi, Sohn eines Samurai des Miyakonojō-Clans, begann als Seekadett und Teilnehmer des 15. Lehrgangs seine Ausbildung an der Kaiserlich Japanischen Marineakademie (Kaigun Heigakkō) in Tsukiji. Zu seinen Lehrgangskameraden gehörten Takeo Hirose sowie der spätere Marineminister und Premierminister Okada Keisuke. Nachdem er die Ausbildung als Jahrgangsbester von 80 Teilnehmern abgeschlossen hatte, wurde er am 20. April 1889 zum Fähnrich zur See befördert. Im Anschluss folgte zunächst eine Verwendung an Bord des Schulschiffs Kongō sowie ab dem 14. März 1890 des Geschützten Kreuzers Takachiho. Nach seiner Beförderung zum Leutnant zur See (Shōi) wurde er am 9. Juli 1890 stellvertretender Navigator der Takachiho sowie im Anschluss am 23. Juli 1891 zum Geschützten Kreuzer Matsushima versetzt, auf dem er ab dem 28. August 1891 ebenfalls stellvertretender Navigationsoffizier war und ab dem 14. Dezember 1891 an einer Fahrt nach Frankreich teilnahm. Nach seiner Rückkehr nahm er ab dem 21. Dezember 1892 an einem Lehrgang an der Marinehochschule (Kaigun Daigakkō) teil und kehrte anschließend am 19. Dezember 1893 als stellvertretender Navigationsoffizier zur Matsushima, ehe er am 22. Februar 1894 auf den Ungeschützten Kreuzer Takao versetzt wurde. Auf diesem wurde er nach seiner Beförderung zum Kapitänleutnant (Daii) am 7. Dezember 1894 zunächst Abschnittsoffizier sowie ab dem 12. Juni 1895 zugleich Leitender Navigationsoffizier. Während seiner Verwendung an Bord der Takao nahm er am Ersten Japanisch-Chinesischen Krieg. Dabei erfolgte der Schutz der Truppenlandungen in Korea und Port Arthur, Patrouillenfahrten im Gelben Meer sowie die Teilnahme an der Schlacht von Weihai.

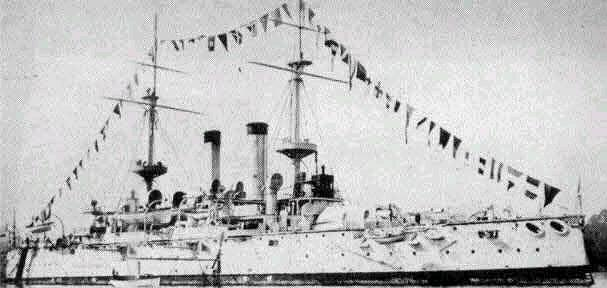
Takarabe war 1908 Kommandant des Einheitslinienschiffes Fuji

Nach einer anschließenden Verwendung zwischen dem 6. September 1895 und dem 26. Juni 1897 als Offizier im Stab der Bereitschaftsflotte absolvierte Takarabe vom 26. Juni bis zum 25. April 1899 ein Studium im Vereinigten Königreich. Nach seiner Rückkehr wurde er am 25. Juli 1899 Leitender Zuführungsoffizier des zur Ikazuchi-Klasse gehörenden Zerstörers Niji und erhielt in dieser Verwendung am 29. September 1899 noch seine Beförderung zum Korvettenkapitän (Shōsa). Danach war er vom 6. Oktober 1899 bis zum 26. Mai 1900 Kommandant von Torpedobooten des Torpedokorps auf dem Marinestützpunkt Yokosuka. Danach kehrte er zum Zerstörer Niji zurück und übernahm auf diesem am 22. Juni 1900 kurzzeitig seinen ersten Kommandantenposten. Danach folgten zwischen dem 4. Juli 1900 und dem 17. Januar 1907 verschiedene Verwendungen im Stab der Bereitschaftsflotte sowie im Admiralstab, in deren Verlauf er am 26. September 1903 zum Fregattenkapitän (Chūsa) sowie am 12. Januar 1905 zum Kapitän zur See (Daisa) befördert wurde. Nachdem er vom 17. Januar bis zum 7. August 1907 an einer Fahrt ins Vereinigte Königreich teilgenommen hatte, wurde er nach seiner Rückkehr am 28. September 1907 Kommandant des Geschützten Kreuzers Soya sowie am 10. Dezember 1908 Kommandant des Einheitslinienschiffes Fuji. Im Anschluss folgte vom 10. Dezember 1908 bis zum 1. Dezember 1909 Chef des Stabes der 1. Flotte.

### Aufstieg zum Admiral und Marineminister
Nach seiner darauf folgenden Beförderung zum Konteradmiral (Shōshō) wurde Takarabe Takeshi am 1. Dezember 1910 Nachfolger von Vizeadmiral Katō Tomosaburō als Vize-Marineminister und bekleidete diesen Posten bis zu seiner Ablösung durch Konteradmiral Suzuki Kantarō am 17. April 1914. Zugleich war er in Personalunion vom 1. Dezember 1909 bis zum 11. Mai 1914 Mitglied des Admiralitätsausschusses sowie ferner vom 1. Dezember 1909 bis zum 1. April 1910 und erneut zwischen dem 18. Januar 1911 und dem 17. April 1914 Direktor der Kommissarischen Konstruktionsabteilung im Marineministerium. Während dieser Zeit wurde er am 1. Dezember 1913 auch zum Vizeadmiral (Chūjō) befördert. Nach einer Wartestellung vom 11. Mai 1914 bis zum 5. Februar 1915 wurde er Kommandeur der 3. Flotte sowie im Anschluss am 23. Dezember 1915 Kommandeur des in Ryojun stationierten Wachdistrikts für das Pachtgebiet Kwantung. Nachdem er zwischen dem 1. Dezember 1916 und dem 1. Dezember 1917 erneut Mitglied des Admiralitätsausschusses war, fungierte er zwischen dem 1. Dezember 1917 und dem 1. Dezember 1918 als Oberkommandierender des Marinedistrikts Maizuru. Am 1. Dezember 1918 übernahm er den Posten als Oberkommandierender des Marinedistrikts Sasebo und behielt diesen fast drei Jahre lang bis zum 27. Juli 1922. Als solcher erfolgte am 25. November 1919 auch seine Beförderung zum Admiral (Taisho). Er bekleidete zwischen dem 27. Juli 1922 und dem 15. Mai 1923 die Funktion als Oberkommandierender des Marinedistrikts Yokosuka und war während dieser Zeit abermals Mitglied des Admiralitätsausschusses.
Am 15. Mai 1923 wurde Takarabe Takeshi von Premierminister Katō Tomosaburō erstmals zum Marineminister in dessen Kabinett berufen und bekleidete dieses Amt auch im darauf folgenden zweiten Kabinett seines Schwiegervaters, Premierminister Yamamoto Gonnohyōe, bis zum 7. Januar 1924 als das gesamte Kabinett aus Scham zurücktrat, nachdem es nicht gelungen war, einen Mordversuch an Kronprinz Hirohito aufzudecken. Nachdem er im Anschluss Mitglied des Marinerates war, wurde er am 11. Juni 1924 von Premierminister Katō Takaaki erneut zum Marineminister in dessen Kabinett berufen und übte diese Funktion auch im anschließenden ersten Kabinett von Premierminister Wakatsuki Reijirō bis zum 20. April 1927 aus. Danach wurde er zunächst abermals Mitglied des Marinerates sowie am 24. September 1928 Mitglied des Geheimen Kronrates Sūmitsu-in, einem Gremium zur Beratung des Tennō, dem er bis zum 2. Juli 1929 angehörte.
Am 2. Juli 1929 berief Premierminister Hamaguchi Osachi Takarabe zum dritten Mal zum Marineminister in dessen Kabinett, dem er bis zu seiner Ablösung durch Admiral Abo Kiyokazu am 3. Oktober 1930 angehörte. Während dieser Zeit nahm er vom 18. November 1929 bis zum 19. Mai 1930 auch als japanischer Unterhändler an der Londoner Flottenkonferenz teil. Er gehörte zu den Befürwortern des Vertragsabschlusses, der die wachsende Flottenrüstung im Vereinigten Königreich, den USA und Japan begrenzen wollte, und war ein Gegner der steigenden Militarisierung in Japan. Darüber hinaus suchte er die diplomatischen Verbindungen mit dem Vereinigten Königreich zu stärken, um die Anglo-Japanische Allianz wiederzubeleben, was ihm in Japan den Ruf eines Verräters und die widerwillige Anerkennung der Vertragsunterzeichnung durch das Oberkommando einbrachte. Zuletzt wurde er am 3. Oktober 1930 erneut Mitglied des Marinerates, ehe er am 7. April 1932 zunächst zur Reserve versetzt und am 7. April 1937 in den Ruhestand verabschiedet wurde.
Er war mit einer Tochter von Admiral Yamamoto Gonnohyōe verheiratet, der unter anderem von 1898 bis 1906 ebenfalls Marineminister, zwischen 1913 und 1914 sowie abermals von 1923 bis 1924 Premierminister sowie ferner 1923 kurzzeitig Außenminister Japans war.
In der zwischen 2009 und 2011 im Fernsehsender NHK ausgestrahlten Dorama Saka no Ue no Kumo über die Meiji-Zeit spielte Kisuke Iida die Rolle des Takarabe Takeshi.

## Hintergrundliteratur
- Trevor N. Dupuy: Encyclopedia of Military Biography, I B Tauris & Co Ltd., 1992, ISBN 1-85043-569-3.
- Piers Brendon: The Dark Valley: A Panorama of the 1930s, Vintage, 2002, ISBN 0-375-70808-1.
- Erik Goldstein: The Washington Conference, 1921–22: Naval Rivalry, East Asian Stability and the Road to Pearl Harbor, Routledge, 1994, ISBN 0-7146-4136-7.
- S. Noma (Hrsg.): Takarabe Takeshi . In: Japan. An Illustrated Encyclopedia. Kodansha, 1993, ISBN 4-06-205938-X, S. 1510.
- J. Charles Schencking: Making Waves: Politics, Propaganda, And The Emergence Of The Imperial Japanese Navy, 1868-1922, Stanford University Press, 2005, ISBN 0-8047-4977-9.